# Gründberg (Gemeinden Sierning, Steyr)
Gründberg ist ein Ort im Steyrtal im Traunviertel von Oberösterreich, wie auch Gemeindeteil und Katastralgemeinde der Gemeinde Sierning im Bezirk Steyr-Land, und – auch als Gründbergsiedlung – Stadtteil der Statutarstadt Steyr.

## Geographie
Der Ort befindet sich zwischen der Stadt Steyr und dem Ort Sierning. Die Ortslagen erstrecken sich über etwa 7 Kilometer linksufrig nördlich des Steyrflusses, an der Südkante der Traun-Enns-Platte. Die Ortslage umfasst Ober- und Untergründberg in Sierning, dazu kommt die Gründbergsiedlung flussabwärts, die schon zu Steyr gehört.
Gründberg im eigentlichen Sinne als Sierninger Gemeindeteil (Ortschaft im Sinne der gemeindeeigenen Gliederung) umfasst die beiden Orte Obergründberg auf der Hochfläche oberhalb von Sierning, und Untergründberg direkt im Talboden am Fluss, östlich von Sierninghofen. Dabei ist Untergründberg mit über 300 Häusern und über 900 Einwohnern größer, Obergündberg umfasst an die 200 Adressen.
Die Steyrer Gründbergsiedlung liegt in der Katastralgemeinde Föhrenschacherl. Sie bildet dort mit der Rotte Damm, sowie einigen Streulagen und Gewerbegebiet einen eigenständigen Stadtteil (Gründberg beziehungsweise Gründbergsiedlung). Dieser erstreckt sich zwischen Steyrufer und Wolfernstraße (L564), und hat gut 250 Adressen mit über 900 Einwohnern.
| Oberbrunnern (Gem. Sierning, Bez. Steyr-Ld.) | Oberwolfern (O, Pachschallern Gem. Wolfern) (Gem. Sierning) | Judendorf (Gem. Wolfern, Bez. Steyr-Ld.)              |
| Paichberg (Gem. Sierning, Bez. Steyr-Ld.)    | Kompassrose, die auf Nachbargemeinden zeigt                 | Stein (Stt., Std. Steyr) Steyrdorf (Stt., Std. Steyr) |
| Sierning (Gem. Sierning, Bez. Steyr-Ld.)     | Sierninghofen(Gem. Sierning) Pergern (O, Gem. Garsten)      | Steyrfluss Christkindl (Stt., Std. Steyr)             |

Zur Sierninger Katastralgemeinde Gründberg mit 775,5 Hektar gehört auch der Gemeindeteil Pachschallern mit Loibersdorf und die  Ortslage Enzengarn, nicht aber Untergründberg, das in der Katastralgemeinde Sierninghofen liegt.
| Oberbrunnern (Gem. Sierning, Bez. Steyr-Ld.)    | Unterwolfern (Gem. Wolfern, Bez. Steyr-Ld.)   | Judendorf (Gem. Wolfern, Bez. Steyr-Ld.) |
| Droissendorf (Gem. Schiedlberg, Bez. Steyr-Ld.) | Kompassrose, die auf Nachbargemeinden zeigt   | Föhrenschacherl (Std. Steyr)             |
| Sierning (Gem. Sierning, Bez. Steyr-Ld.)        | Sierninghofen (Gem. Sierning, Bez. Steyr-Ld.) | Pergern (Gem. Garsten, Bez. Steyr-Ld.) ∗ |

∗ In einem Punkt in der Steyr auch Christkindl (Std. Steyr)

## Geschichte
Obergründberg und Pachschallern sind zwei Althöfe des frühen 9. Jahrhunderts.
Der Ortsname erscheint circa 1325 als dasz grindveria im Sinne eines Flurnamens und lautete neben Grin[d]berg bis in das 18. Jahrhundert amtlich Grünberg (der Name bezogen auf das heutige Dorf Obergründberg). Die Gegend der Hochterrasse über dem Steyrfluss ist bis heute landwirtschaftlich geprägt.
Die Flur von Untergründberg war noch bis in das frühe 20. Jahrhundert nur spärlich besiedelt und wurde auch In der Au genannt. 1891 wurde hier die Flügelstrecke Pergern–Bad Hall der Steyrtalbahn erbaut, einer Schmalspurstrecke, die die Rudolfsbahn im Ennstal und die Kremstalbahn verband. Die Haltestelle war in Sierninghofen.
Auch das Terrassen-Gebiet zur Stadt hin war lange reine landwirtschaftliche Streubesiedlung. Die Gründbergsiedlung entstand 1933–1935, mit der Entwicklung der Steyrer Eisenindustrie. Nach dem Anschluss kam dieses Areal per 15. Oktober 1938 zur Stadt Steyr, und wurde dort hauptsächlich der VIII. Stadtbezirk Gründberg und die Katastralgemeinde Gründberg (ab den 1950ern Föhrenschacherl genannt).
Nach Kriegsende verblieb dieser Teil bei Steyr, Sierning erhielt als Ausgleich dafür Brunnern von Thanstetten (Schiedlberg).
In der Nachkriegszeit wurden dann Untergründberg und die Gründbergsiedlung zu den Hauptsiedlungsräumen der alten Ortslage.
Seit dem neuen Stadtstatut 1992 wird Gründberg in der Stadt Steyr nicht mehr als VIII. Bezirk geführt, firmiert aber weiterhin als statistischer Bezirk Gründbergsiedlung (14, statistische Zone gleichen Namens Nr. 13). Seit 2010 wird der Sierninger Teil von der Statistik Austria nicht mehr als eigenständige Ortschaft geführt, aber noch von der Gemeinde.

## Persönlichkeiten
- Johann Schmirl (1882–1923), Arbeiter, Gewerkschaftsfunktionär und sozialistischer Politiker